# Dicranomyia australiensis
Dicranomyia australiensis là một loài ruồi trong họ Limoniidae. Chúng phân bố ở miền Australasia.